# 盱眙県
盱眙県（くい-けん）は中華人民共和国江蘇省に位置する省直轄の県であり、しばらくの間、淮安市の代理管轄下に置かれている。独特の風味づけをしたザリガニ料理（簡体字：盱眙十三香龙虾、繁体字：盱眙十三香龍蝦）が盱眙県で最も著名な名物である。毎年夏に国際ザリガニ祭（簡体字：中国国际龙虾节、繁体字：中國國際龍蝦節）が開催されている。
領内には史跡が多く、西部に唐・宋時代の有名な都市である泗州城があり、東部に漢時代江都国の東陽城もある。
2011年に県東部の大雲山で漢陵が発掘され、墓の主は漢代の江都王、劉非であることが確認された。

## 歴史
春秋時代は呉、戦国時代は楚に属した。
秦朝により盱眙県が設置される。地名は県治が山頂に位置し「目を見張り（盱）」「じっと見る（眙）」ことに由来すると伝えられる。前漢になると盱台県と改称されたが、後漢になると再び盱眙県とされ、東晋では盱眙郡の郡治とされた。その後もこの地域の行政中心地とし宋代には招信軍軍治、元代には招信路路治が設置された。1278年（至元15年）には臨淮府の府治とされた。
1955年に安徽省より江蘇省に移管され現在に至る。

## 行政区画
- 街道:盱城街道、太和街道、古桑街道
- 鎮:馬壩鎮、官灘鎮、桂五鎮、河橋鎮、鮑集鎮、黄花塘鎮、淮河鎮、天泉湖鎮、管仲鎮、穆店鎮

## 教育
- 江蘇省盱眙中学
- 江蘇省第一山中学
- 江蘇省新馬高級中学
- 盱眙技師学院
- 盱眙第一中学
- 盱眙第二中学
- 盱眙第三中学
- 盱眙第四中学

## 観光地

### 明祖陵

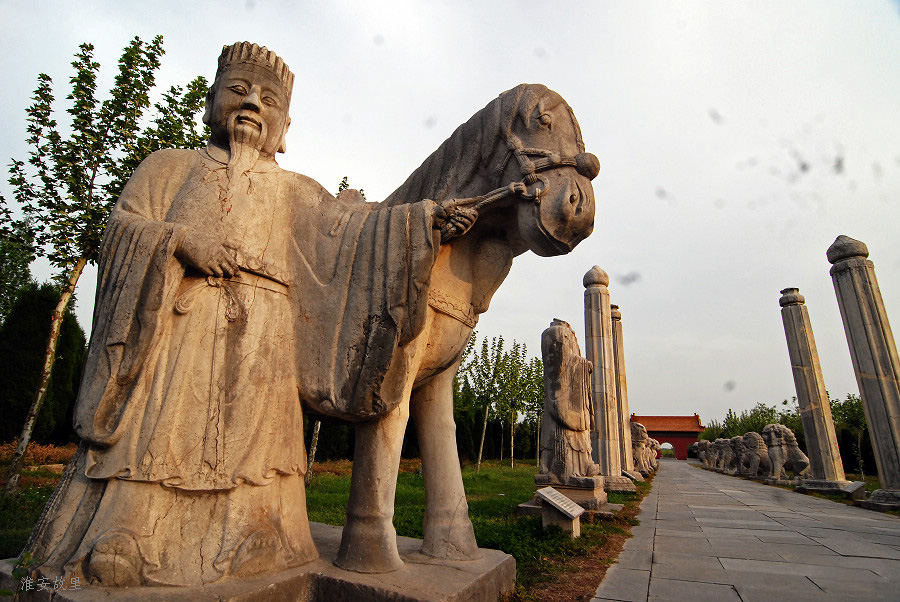
明祖陵神道

明の創始者かつ初代皇帝である朱元璋が祖先を祀るために建造した陵墓である。1413年完成。多数の建物が含まれており、コノテガシワが植えられている。1680年頃、黄河の流れが変わり洪沢湖ができた際に一度水没したが、20世紀後半に湖の水が取り除かれ、再建された。

### 第一山題刻（第一山国家森林公園）
美しい風景を有し、また古来文人墨客らから評価されてきた山である。多くの歴史ある建物が現存し、「第一山」の碑も高い歴史的価値を有している。

### 大曇山漢陵
墓主は江都王劉非。ここでは、中国の 8 番目と 9 番目の金縷玉衣と、2 番目の玉棺が発掘された。

### 黄花塘新四軍軍部旧趾
日中戦争の戦跡のひとつである。現在は、当時の形を残す古い建物と庭園の間に、現代建築の形で主体記念館が建てられている。

### 鉄山寺国家森林公園

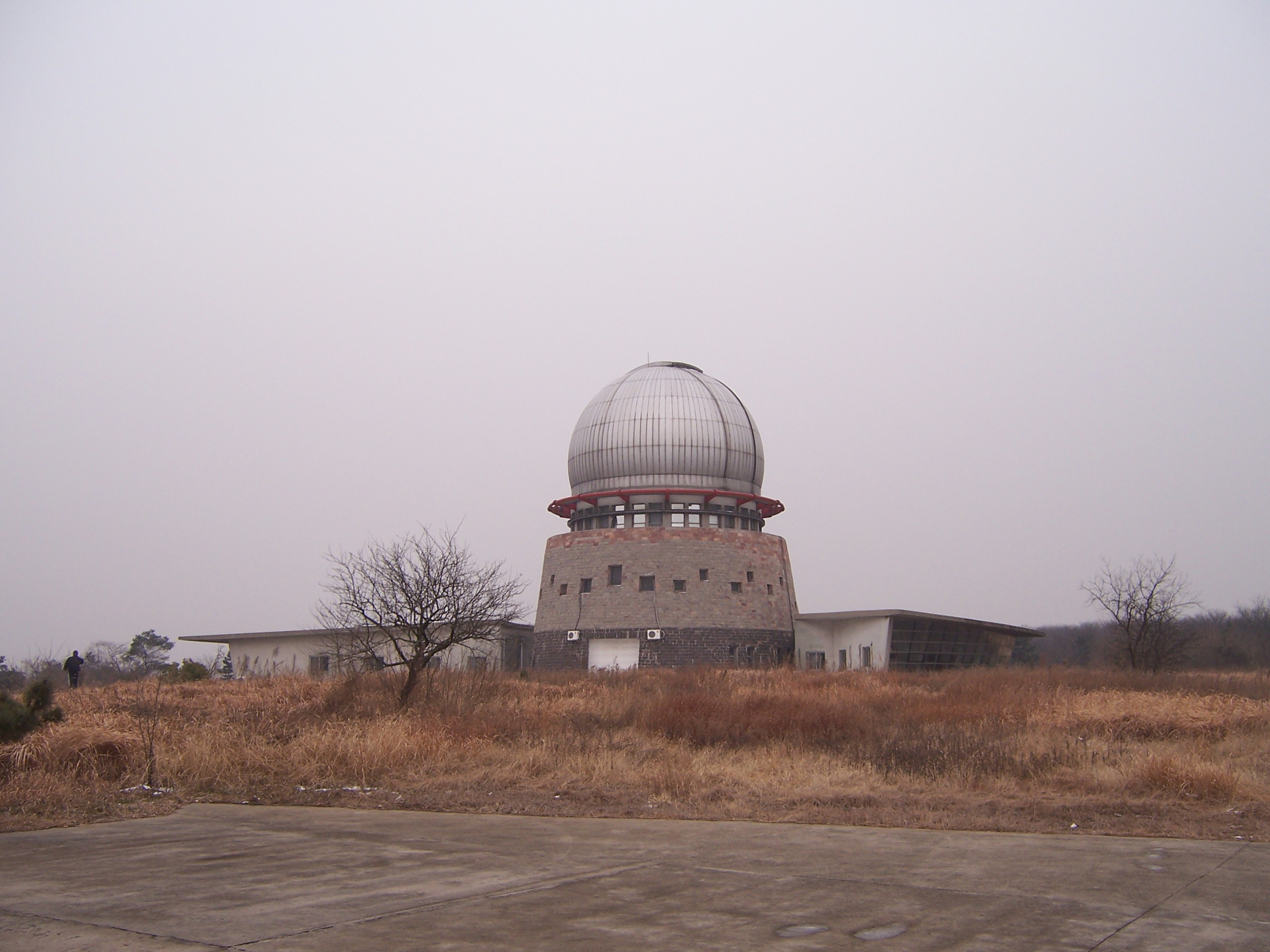
紫金山天文台盱眙観測所

青少年教育設備やホテルなどがある 。

### 中国竜蝦博物館
盱眙県ではザリガニの大規模な養殖がおこなわれており、その広報目的で、盱眙竜蝦博物館が建設された。また、国際ザリガニ祭開催のためのスタジアムも隣地に建設されている。

## 出身者
- 朱元璋
- 陳皇后
- 楊憲益（翻訳家）
- 楊苡（翻訳家）
- 張賢亮（作家）
- 都梁（脚本家）

## 特産
盱眙十三香竜蝦（アメリカザリガニ）